# Серхіо Мендоса
Серхіо Мендоса (ісп. Sergio Mendoza, нар. 23 травня 1981, Ель-Прогресо) — гондураський футболіст, захисник клубу «Хутікальпа».
Виступав, зокрема, за клуби «Реал Еспанья» та національну збірну Гондурасу.

## Клубна кар'єра

### Реал Еспанья
У дорослому футболі дебютував 2002 року виступами за команду клубу «Реал Еспанья», в якій він виступав з 2002 по 2006 роки, після чого залишив клуб та перейшов до складу «Олімпії». 

### Олімпія
Після 5 років, проведених в клубі «Реал Еспанья», Мендоса перейшов до «Олімпії», в складі якої провів наступні чотири роки своєї кар'єри (до 2009 року).

### Мотагуа
2009 року уклав контракт з клубом «Мотагуа», у складі якого виступав з 2009 по 2012 роки та провів 77 матчів (2 голи). У складі «Мотагуа» став переможцем Клаусури 2011 Національної футбольної ліги Гондураса. В 2012 році залишив клуб та переїхав до Гватемали.

### Універсидад де Сан-Карлос
У 2012 році, після завершення контракту з «Мотагуа», підписав 1-річну угоду з гватемальським клубом «Універсидад де Сан-Карлос», який тренував гондураський тренер Гілберто Єрвуд. У клубі він виступав разом з іншим гондураським футболістом, Мілтон Нуньєс. В 2013 році, по завершенню контракту з «Універсидад де Сан-Карлос», залишив команду, щоб повернутися до клубу «Реал Еспанья».

### Дискваліфікація через вживання допінгу та повернення
У січні 2009 року був дискваліфікований на рік через вживання забороненої речовини. Після завершення дискваліфікації «Олімпія» звинуватила гравця у невиконанні умов контракту, саме через дискваліфікацію.

### Повернення до «Реал Еспанья»
З 2013 року знову, цього разу два сезони захищав кольори команди клубу «Реал Еспанья». Більшість часу, проведеного у складі «Реал Еспаньї», був основним гравцем захисту команди.
До складу клубу «Хутікальпа» приєднався 2015 року.

## Виступи за збірну
2002 року дебютував у складі національної збірної Гондурасу в товариському матчі проти збірної США. Зіграв у 11 матчах кваліфікації до чемпіонатів світу з футболу, а також 2 поєдинки на чемпіонаті світу 2010 року у ПАР. Крім того, був учасником розіграшу Золотого кубка КОНКАКАФ 2007 року у США. Наразі провів у формі головної команди країни 53 матчі, забивши 1 гол.

### Голи за збірну
| # | Дата       | Місце                                            | Суперник  | Гол | Результат | Змагання             |
| - | ---------- | ------------------------------------------------ | --------- | --- | --------- | -------------------- |
| 1 | 29-05-2008 | Локгарт, Форт-Лодердейл, Сполучені Штати Америки | Венесуела | 1-0 | 1-1       | Товариський поєдинок |